# Беляев, Александр Дмитриевич
Александр Дмитриевич Беляев (23 июля (4 августа) 1849 — 29 октября 1919) — русский учёный-богослов, публицист. Доктор богословия.

## Биография
Родился 23 июля (4 августа) 1849 года в городе Раненбург в семье священника Рязанской епархии.
Учился в Раненбургском духовном училище и Рязанской духовной семинарии. Слушал в это время публичные лекции Д. И. Ростиславова.
С 1872 года учился в Московской духовной академии. Став в 1876 году 1-м магистрантом богословского отделения XXXI курса академии, был оставлен при ней в должности приват-доцента.
В 1880 году был удостоен степени магистра богословия за диссертацию «Любовь божественная. Опыт раскрытия главнейших христианских догматов и начало любви божественной» и утверждён в звании доцента Московской духовной академии по кафедре догматического богословия; с октября 1881 года читал также патристику. С июня 1893 года — экстраординарный профессор.
В мае 1899 года защитил докторскую диссертацию  «О безбожии и антихристе. Том I: Подготовление, признаки и время пришествия антихриста» (Сергиев Посад, 1898), после чего был утверждён ординарным профессором. В 1901 году был удостоен звания заслуженного профессора Московской духовной академии; с 1905 года состоял членом Правления, а с 1911 года — почётным членом академии.
С 1907 по 1911 — председатель Совета «Братства Преподобного Сергия».
Вышел в отставку в октябре 1910 года, но продолжал читать лекции в качестве сверхштатного профессора ещё в течение года. В 1918—1919 годах был вынужден вернуться к преподаванию в Московской духовной академии. Умер 29 октября 1919 года в г. Сергиев.

## Избранная библиография
- Биографический очерк ректора Московской дух. академии протоиерея Александра Васильевича Горского (1876);
- Любовь божественная (М., 1880; магист. диссерт.; 2 изд., Москва, 1884);
- Современное состояние вопроса о значении расовых особенностей семитов, хамитов и иафетитов для религиозного развития этих групп народов (М., 1881);
- Очерки современной умственной жизни (1889);
- Характеристика археологии (1890);
- О покое воскресного дня (1891);
- Истинное христианство и гуманизм. По поводу воззрений на христианство графа Л. Н. Толстого и Вл. С. Соловьева (Сергиев Посад, 1893);
- О соединении церквей. Разбор энциклики палы Льва XIII от 20 июня 1894 г. (Сергиев Посад, 1897);
- О безбожии и антихристе. Том I. Подготовление, признаки и время пришествия антихриста (Сергиев Посад, 1899, докторская диссертация);
- Буры и кальвинизм (Сергиева Лавра, 1901);
- Самодержавие и народовластие  (Сергиев Посад, 1906).

Для Православной богословской энциклопедии написал ряд статей, помещённых в I, IV и VIII тома.